# Little Island (New York)
Pour les articles homonymes, voir Little Island (homonymie).
Little Island, anciennement Little Island at Pier 55, est un parc créé sur une île artificielle dans le fleuve Hudson à l'ouest de Manhattan, à New York, attenant à l'Hudson River Park (en).
Conçu par Heatherwick Studio (Thomas Heatherwick), il se trouve à proximité de l'intersection de la Douzième Avenue (West Street) et de la 13th Street dans les quartiers de Meatpacking District et de Chelsea, sur la jetée no 55.
Little Island couvre près d'un hectare et est soutenue par 132 structures suspendues au-dessus de l'eau, qui elles-mêmes reposent sur 280 pilotis en béton ancrés au lit du fleuve. Les sommets des structures ont des hauteurs différentes (de 4,6 à 18,9 mètres) au-dessus de la ligne de flottaison moyenne, afin d'apporter du relief au parc.
Le parc comporte diverses pelouses, sentiers et plantations, qui ont été aménagés par l'architecte paysagiste Signe Nielsen (en). Les plantations et le sol ont été conçus pour réduire l'érosion et ont également été agencés de manière esthétique. De plus, Little Island possède une petite scène et trois petits commerces (en concession), ainsi qu'un amphithéâtre de 687 places.
La construction de la structure a commencé en avril 2018 et a ouvert le 21 mai 2021.

## Galerie

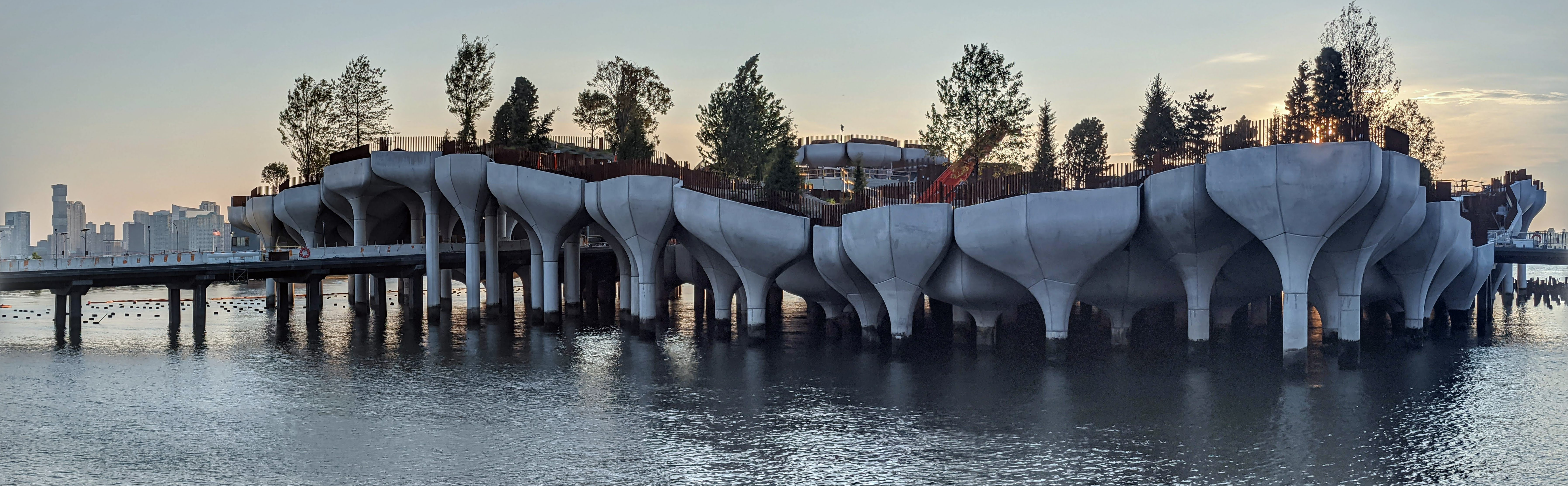
Les structures de Little Island.

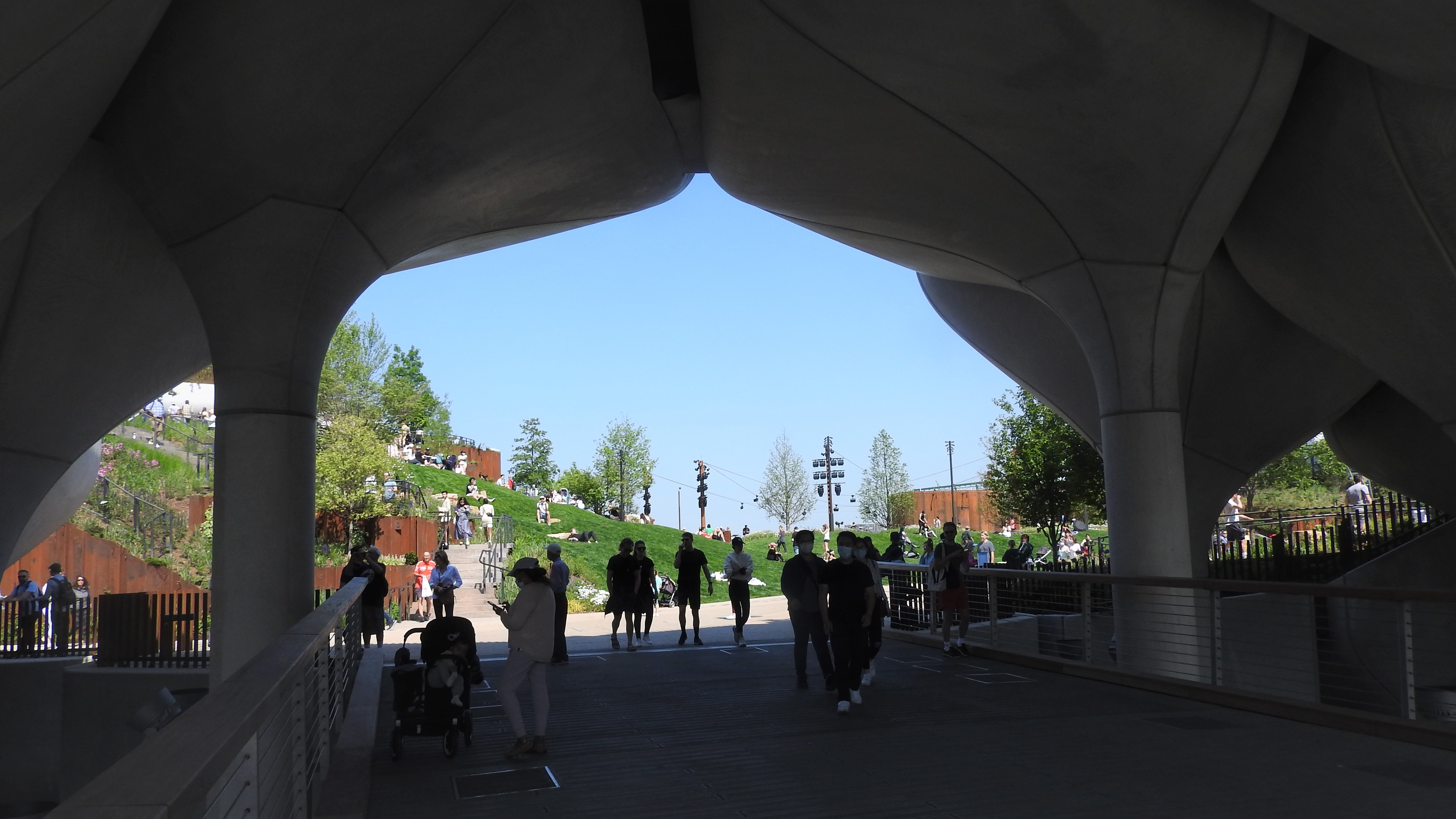
L'entrée du parc via la jetée.
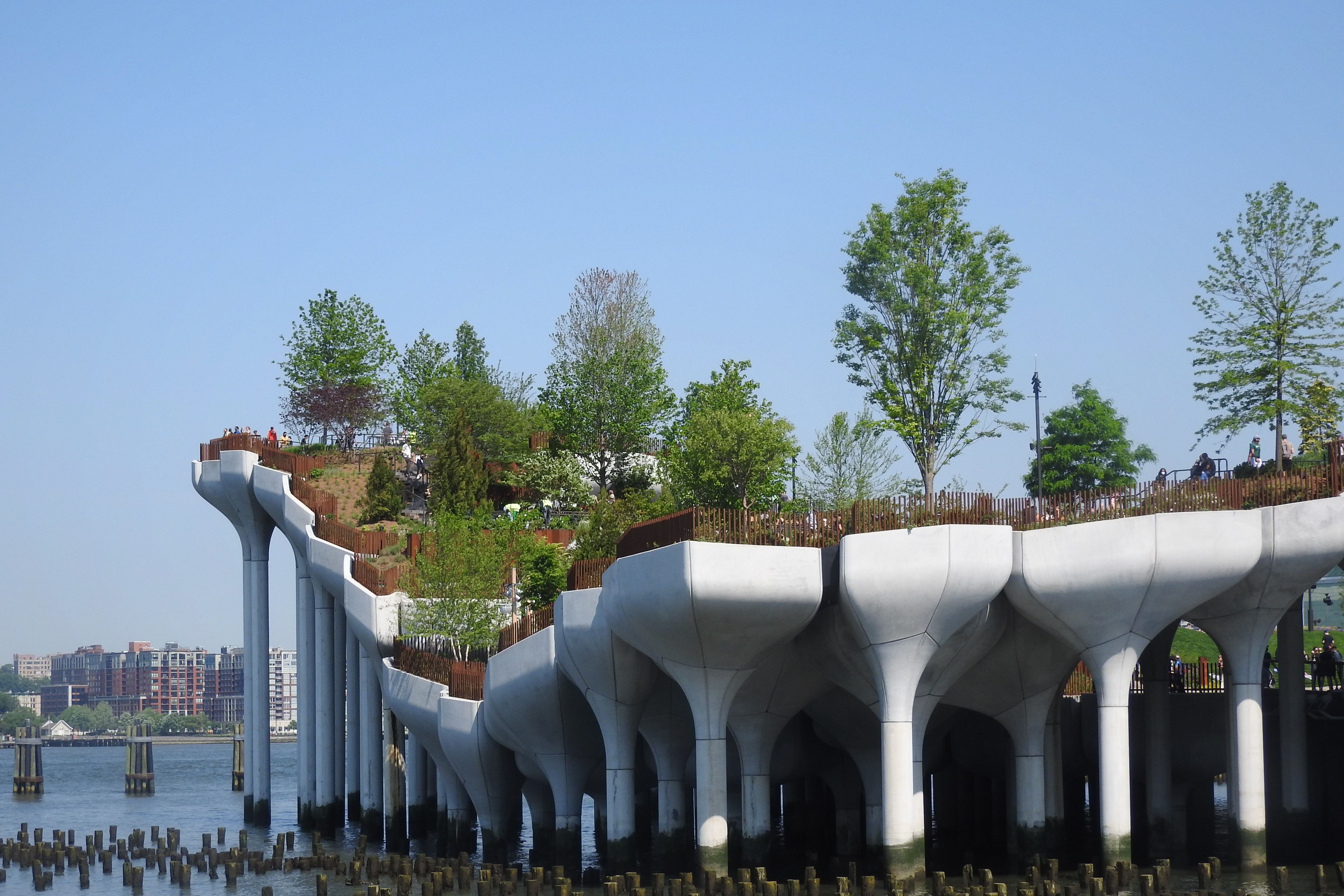
Les structures et pilotis de Little Island.
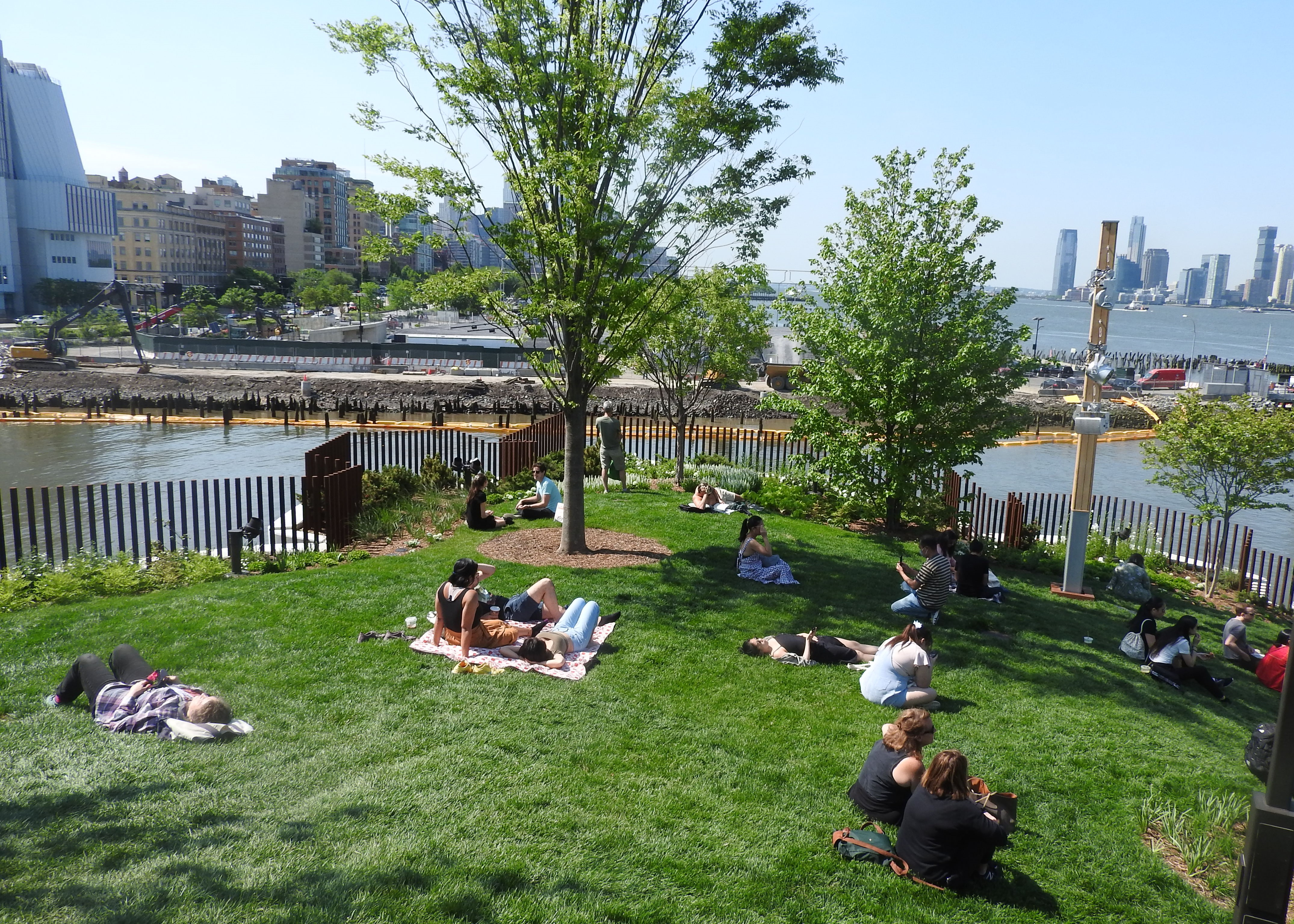
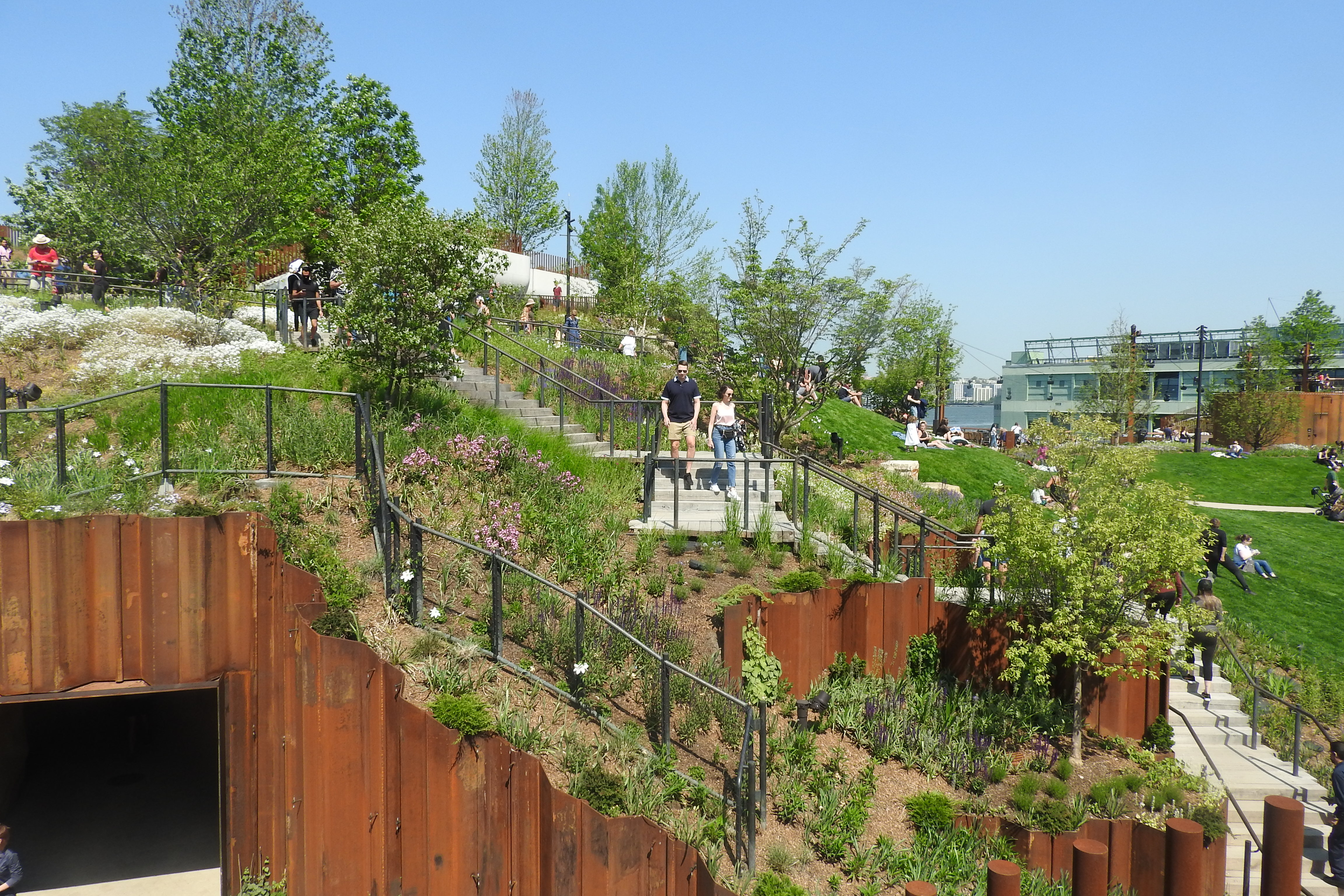
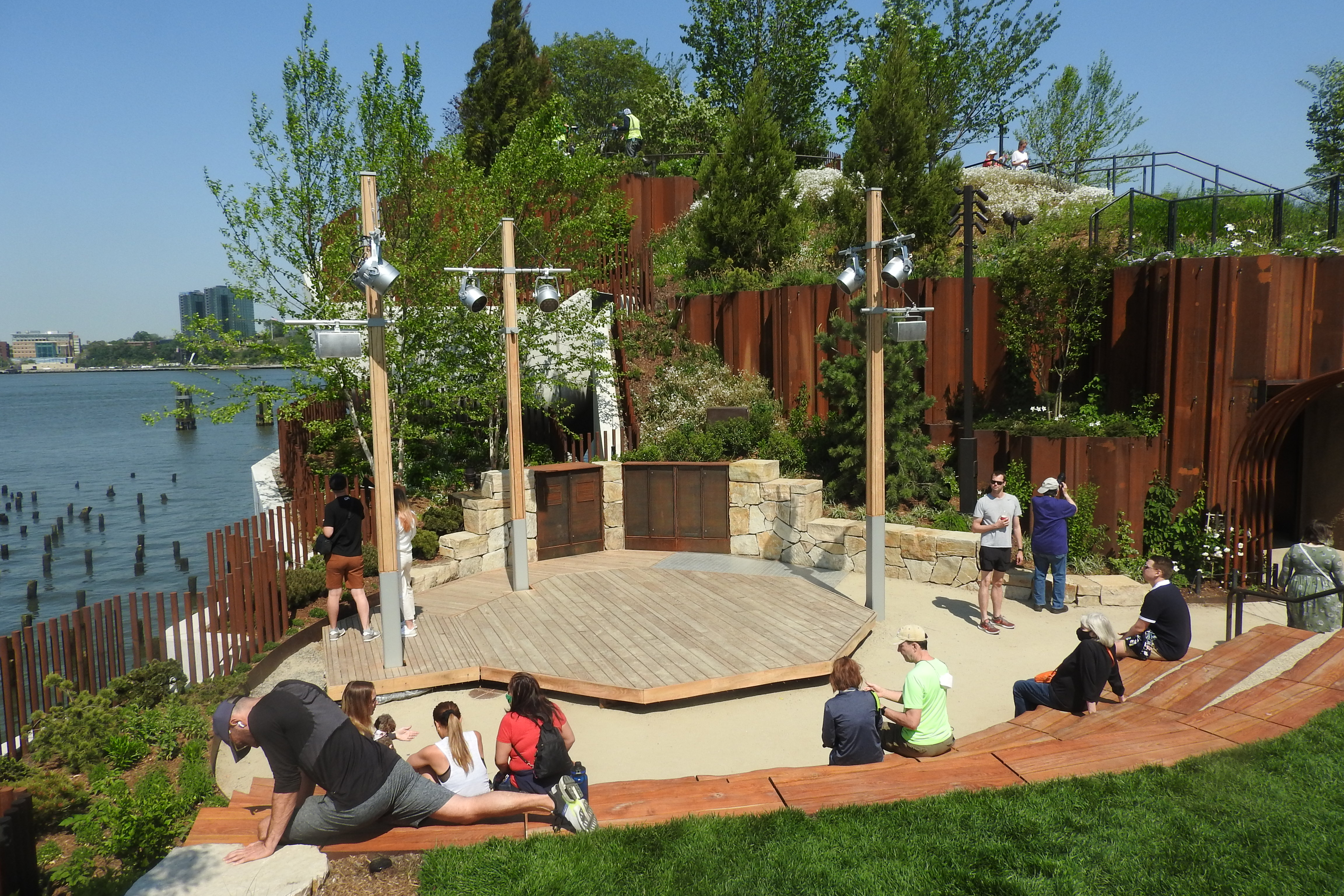
La scène.
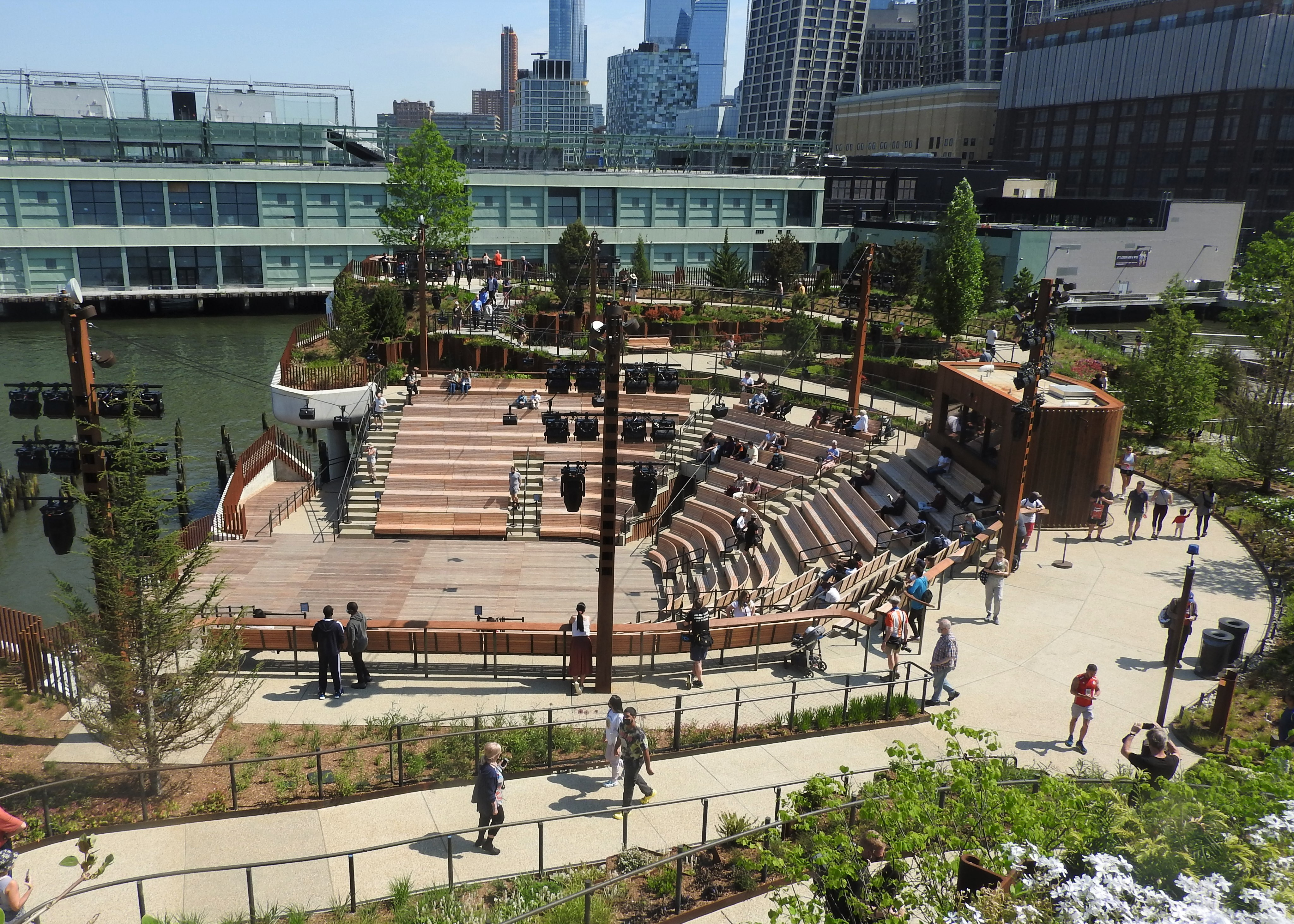
L'amphithéâtre.